# دیمیتری سیچو
دیمیتری سیچو (روسی: Дми́трий Евге́ньевич Сычёв، آوانگاری Dmitriy Yevgen’yevich Sychyov؛ IPA: [ˈdmʲitrʲɪj jɪvˈgʲenʲɪvʲɪt͡ɕ sɨˈt͡ɕof] ()؛ زادهٔ ۲۶ اکتبر ۱۹۸۳) یک بازیکن فوتبال اهل روسیه است.

## تیم ملی
وی همچنین در تیم ملی فوتبال روسیه بازی کرده‌است.